# Jürgen Vogler (Schriftsteller)

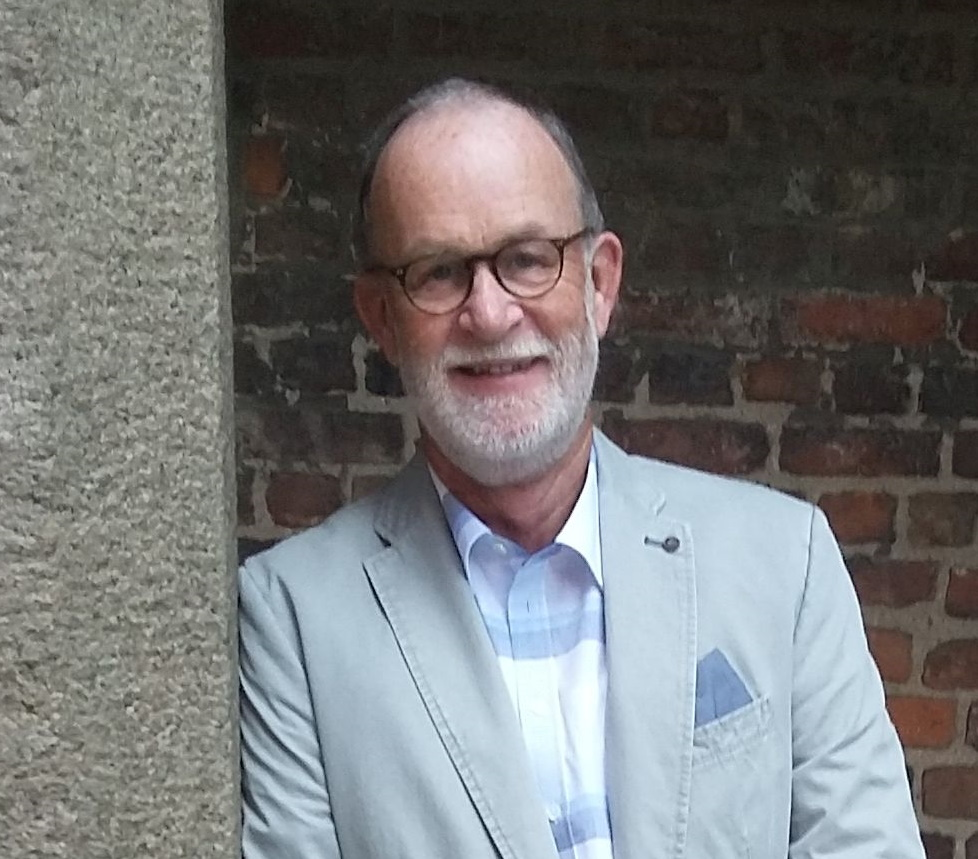
Jürgen Vogler (2016)

Jürgen Vogler (* 6. Juni 1946 in Plön/Holstein) ist ein deutscher Schriftsteller.

## Leben
Jürgen Vogler war Pressesprecher bei der Bundespolizei. Seit 1988 arbeitet er als Freier Journalist und Autor. Seine wöchentlichen Zeitungskolumnen über die Vergangenheit Ostholsteins waren 2007 die Grundlage für sein erstes Buch Ostholstein gestern - 100 Geschichten über Land und Leute. Nach zwei Kinderbüchern legt er den Schwerpunkt seiner schriftstellerischen Arbeit auf historische Romane sowie Kurzkrimis und Kriminalromane. Die Handlungsorte seiner Geschichten sind überwiegend in Schleswig-Holstein angesiedelt.

## Veröffentlichungen
Geschichtliches
- Ostholstein gestern – 100 Geschichten über Land und Leute. BoD, 2015, ISBN 978-3-7386-5274-1.
- Der Mohr von Plön. BoD, 2012, ISBN 978-3-7460-9597-4.
- Der Narr von Eutin. BoD, 2014, ISBN 978-3-7528-1508-5.
- Der Marquis von Lübeck. BoD, 2016, ISBN 978-3-7528-1512-2.
- Schleswig-Holstein gestern. BoD, 2021, ISBN 978-3-7534-2752-2.
- Die rechte Hand des Herzogs. BoD, 2022, ISBN 978-3-7562-3853-8.
- Schleswig-Holstein vor langer Zeit. BoD, 2023, ISBN 978-3-7578-1571-4.
- Musketenfeuer. Bod, 2024, ISBN 978-3-75977980-9.

Kriminalliteratur
- Schwarzer Nebel. BoD, 2017, ISBN 978-3-7528-1512-2.
- Verhängnisvolle Schatten. Boyens Buchverlag, 2018, ISBN 978-3-8042-1492-7.
- Tödlicher Zorn. BoD, 2019, ISBN 978-3-7481-1867-1.
- Kopflos im Strandkorb. Kurzkrimis, BoD, 2018, ISBN 978-3-7528-1506-1.
- Blonde Verachtung. BoD, 2020, ISBN 978-3-7519-6712-9.
- Beitrag in Kaffee.Mokka.Tot. (Anthologie, herausgegeben von Anja Marshall), Emons Verlag, 2021, ISBN 978-3-7408-1329-1.

Kinderbücher
- Bottelpott – Der beste Pirat aller Zeiten. BoD, 2009, ISBN 978-3-86675-106-4.
- Jan-Peter das Deichlamm. BoD, 2009, ISBN 978-3-7431-9202-7.
- Der lustige Engel. BoD, 2024, ISBN 978-3-7693-1706-0.